# Junior Bake Off Italia (quinta edizione)
La quinta edizione di  Junior Bake Off Italia è andata in onda dal 6 dicembre 2019 al 27 dicembre 2019 su Real Time.
Il programma è presentato da Katia Follesa ed ha come giudici Ernst Knam e Damiano Carrara.

## Concorrenti
| Concorrente       | Età |
| ----------------- | --- |
| Alessandro Totaro | 8   |
| Anita Vasarelli   | 10  |
| Dante Coallo      | 10  |
| Dea Zhaka         | 10  |
| Francesco Freid   | 8   |
| Giulia Gassano    | 9   |
| Giorgia Sammarone | 10  |
| Matteo Toro       | 10  |
| Simone Magnani    | 10  |
| Sofia Coppola     | 8   |

## Tabella delle eliminazioni
|               | 1         | 2         | Semifinale | Finale | Finale     |  |  |  |  |  |
| Prova Tecnica | N.D.      | N.D.      | N.D.       | Simone | Simone     |  |  |  |  |  |
| Giorgia       | SALVA     | SALVA     | FINALISTA  | SALVA  | VINCITRICE |  |  |  |  |  |
| Simone        | SALVO     | SALVO     | FINALISTA  | SALVO  | SECONDO    |  |  |  |  |  |
| Dea           | SALVA     | PRIMA     | FINALISTA  | TERZA  |            |  |  |  |  |  |
| Sofia         | SALVA     | SALVA     | PRIMA      | TERZA  |            |  |  |  |  |  |
| Alessandro    | SALVO     | SALVO     | ELIMINATO  |        |            |  |  |  |  |  |
| Francesco     | PRIMO     | SALVO     | ELIMINATO  |        |            |  |  |  |  |  |
| Anita         | SALVA     | ELIMINATA |            |        |            |  |  |  |  |  |
| Dante         | SALVO     | ELIMINATO |            |        |            |  |  |  |  |  |
| Giulia        | ELIMINATA |           |            |        |            |  |  |  |  |  |
| Matteo        | ELIMINATO |           |            |        |            |  |  |  |  |  |

Legenda:
     Il concorrente ha vinto la gara
     Il concorrente ha perso la sfida finale e si classifica al secondo posto della gara
     Il concorrente si classifica al terzo posto della gara
     Il concorrente accede in finale
     Il concorrente ha vinto il grembiule blu
     Il concorrente è salvo e accede alla puntata successiva
     Il concorrente è stato eliminato al termine della puntata
     Il concorrente è stato eliminato dopo la prova creativa

## Riassunto episodi

### Episodio 1
Prima TV : 6 dicembre 2019
- La prova creativa: Torta Natalosa
- La prova tecnica: L'albero di Natale di Bake Off
- Grembiule verde: Francesco
- Concorrenti eliminati: Giulia e Matteo
- Ospiti : Cora e Marilù Fazzini (Il collegio)

### Episodio 2
Prima TV : 13 dicembre 2019
- La prova creativa : Torta con gli ingredienti di Santa Lucia (la prova è stata svolta a squadre)
- La prova tecnica : Treccia di Santa Lucia
- Grembiule verde : Dea
- Concorrenti eliminati : Anita e Dante

### Episodio 3
Prima TV : 20 dicembre 2019
- La prova creativa : Torta Natalizia ispirata alla tradizione del proprio paese
- La prova tecnica : Gingerbread cookies
- Grembiule verde : Sofia
- Concorrenti eliminati : Alessandro e Francesco

### Episodio 4
Prima TV : 27 dicembre 2019
- La prova creativa : Torta "Bake Revolution"
- La prova tecnica : Torta con gli ingredienti provenienti dal mondo
- La prova finale : Torta ispirata a Capodanno
- Concorrenti eliminati dopo la  prova tecnica : Dea e Sofia
- Secondo classificato : Simone
- Vincitore : Giorgia

## Ascolti
| Puntata    | Data             | Telespettatori | Share |
| ---------- | ---------------- | -------------- | ----- |
| 1          | 6 dicembre 2019  | 572.000        | 2,30% |
| 2          | 13 dicembre 2019 | 546.000        | 2,26% |
| Semifinale | 20 dicembre 2019 | 347.000        | 1,57% |
| Finale     | 27 dicembre 2019 | 449.000        | 1,90% |
| Media      | Media            | 479.000        | 2,00% |